# Sigir
SIGIR -- Annual International ACM SIGIR Conference on Research and Development in Information Retrieval.
SIGIR är en ansedd årlig vetenskaplig konferens som behandlar frågor om informationssökning, informationsåtkomst och dess underområden såsom textsammanfattning, sökmotorer och fråge-svar-system. Konferensen SIGIR har fått sitt namn av Special Interest Group on Information Retrieval (SIGIR), en intressegrupp i ACM, Association for Computing Machinery, en i USA baserad intresseförening för datavetenskap och datateknik, som ordnar konferensen. Konferensen brukar alternera mellan USA, Europa och Asien. År 2017 ordnas SIGIR för 40:e gången, detta år i Tokyo.
Intressegruppen SIGIR anordnar även andra konferenser, varav störst är CIKM.